# 吉林化工大学
吉林化工大学，原名吉林化工学院，始建于1958年，位于中华人民共和国吉林省吉林市，学院以本科工程教育为主。